# جان مایکل مکانل
جان مایکل مکانل (انگلیسی: John Michael McConnell؛ زادهٔ ۲۶ ژوئیهٔ ۱۹۴۳) کارآفرین، مدیر ارشد اجرایی و افسر بازنشسته نیروی دریایی اهل ایالات متحده آمریکا است، که هم‌اکنون به عنوان مدیرعامل شرکت بوز آلن همیلتون فعالیت می‌کند و از ژانویه ۲۰۲۴، نایب رئیس بوز آلن همیلتون است.
مکانل دریاسالار بازنشسته نیروی دریایی ایالات متحده است. او از سال ۱۹۹۲ تا ۱۹۹۶ به عنوان مدیر آژانس امنیت ملی و از فوریه ۲۰۰۷ تا ژانویه ۲۰۰۹ در دوران دولت بوش و هفته اول دولت اوباما به عنوان مدیر اطلاعات ملی ایالات متحده خدمت کرد. 